# エール・ガボン・インターナショナル
エール・ガボン・インターナショナル(Air Gabon International)はガボン共和国のリーブルヴィルを拠点とする航空会社である。

## 歴史
エール･ガボン・インターナショナルは2006年5月に1977年よりそれまでガボンのフラッグキャリアであったエール・ガボンの破産を受けて設立された。株式の51%をロイヤル・エア・モロッコが保有している。残りの49%はガボン政府が保有。

## 就航路線
2006年5月現在。
ブラザヴィル、カサブランカ、ヨハネスブルグ、リロングウェもしくはブランタイヤ、ルアンダ、パリ

## 保有機材
- ボーイング737-200型機1機
- ボーイング757-200型機1機
- ボーイング767-200型機1機